# Semo La
Semo La  ( chino  桑木拉大坂 ) es un puerto de montaña situado en el condado de Coqên, prefectura de Ngari, en la parte central del Tíbet, y da acceso a la región de Changtang . Se encuentra en la llamada Ruta del Norte, al norte de Raka y al sur de la ciudad de Coqên, en el centro del Tíbet. Los viajeros usan esta ruta como una ruta de acceso alternativa al oeste del Tíbet y al Monte Kailash, especialmente cuando el barro dificulta el acceso por la ruta más meridional. [cita requerida]   
La carretera que cruza el puerto fue antes una vieja pista sin pavimentar por la que solo viajaba un autobús semanal y camiones que se dirigían hacia el oeste para evitar las zonas pantanosas del sur del país. La construcción de la carretera a través del paso,  Carretera Provincial Tíbet S206, se terminó a fines de 2015.

## Elevación
La altura según el Departamento de Transporte del Tíbet es de 5.565 m; sin embargo, la señalización en el camino lo redondea a 5.566 m     En 2005, una expedición cartográfica catalana certificó que la altura era de 5.565,1 m
A 5.565 m, Semo La puede ser el puerto accesible para vehículos más alto del mundo. Es el más alto que se ha medido con precisión. Alguna vez se pensó que el Khardung La era el poseedor del récord mundial con 5.602; en realidad, según las mediciones modernas, mide  5.359 m, 234 m menos de lo que se pensaba anteriormente. Hay otros puertos que pueden ser más altos, pero aún no se han medido correctamente.  